# Жупан
Жупан је средњовековна титула распрострањена међу Јужним Словенима, првенствено међу Србима. Назив је везан за владара жупе, основне географске и политичке целине. Први пут је забележена године 777. на територији коју су насељавала словенcка племена.
Према казивању византијског цара и писца Константина VII Порфирогенита, српска племена нису ималa врховне владаре, краљеве, већ „старце жупане“. Жупани су најпре стајали на челу појединих родова насељених по жупама. Када би се неколико суседних жупа удружило, на челу би се нашао најутицајнији и најугледнији жупан и он би постао владар, господар. Титула жупана није потицала од царског или неког другог владарског двора, и није се стицала у државној служби, а у српским земљама се усталила и постала наследна. Када је Вукан, први по имену познати владар Рашке изашао 1093/1094. године пред Алексија I Комнина, византијског цара, повео је са собом „изабране жупане“.
На основу овога се закључује да је титула жупана најстарије познато достојанство међу Србима. Није познато да ли је ова титула била наследна од појављивања, али се зна да је успоставом родовске аристократије од XI века била наследна. Титула кнеза је млађа и среће се тек од друге половине XII века и додељивао ју је господар. Тако титула жупана остаје још неко време наследно достојанство међу властелом.

## Познати жупани
Жупани Требиња (Травуније)
- Крајина
- Грдеша или Грд[4]
- Радомир, брат Грдешин

Жупани Дукље
- Црнеха[5]
- Црепун

Жупани Рашке
- Првослав, син великог жупана Тихомира, Немањиног брата
- Деса, син краља Владислава
- Стефан Вукановић Немањић
- Димитрије (Вукановић)
- Вратислав, Димитријев син
- Радослав, Вратислављев син
- Вратко, Вратислављев син и Радославов брат, цар Душан га поставио за кнеза